# Leptoconops setosifrons
Leptoconops setosifrons är en tvåvingeart som först beskrevs av Smee 1966.  Leptoconops setosifrons ingår i släktet Leptoconops och familjen svidknott. Inga underarter finns listade i Catalogue of Life.